# Tlalocohyla
Tlalocohyla is een geslacht van kikkers uit de familie boomkikkers (Hylidae). De groep werd in 2005 voor het eerst wetenschappelijk beschreven door een groep van biologen Julián Faivovich, Célio Fernando Baptista Haddad, Paulo Christiano de Anchietta Garcia, Darrel Richmond Frost, Jonathan Atwood Campbell en Ward C. Wheeler.
Er zijn vijf soorten die voorkomen in tropische laaglanden in zuidelijk Noord-Amerika (Mexico) en Midden-Amerika (Belize, Costa Rica, Guatemala, Honduras en Nicaragua).

## Soorten
Geslacht Tlalocohyla
- Soort Tlalocohyla celeste
- Soort Tlalocohyla godmani
- Soort Tlalocohyla loquax
- Soort Tlalocohyla picta
- Soort Tlalocohyla smithii

Anotheca · 
Bromeliohyla · 
Charadrahyla · 
Diaglena · 
Dryophytes · 
Duellmanohyla · 
Ecnomiohyla · 
Exerodonta · 
Hyla · 
Isthmohyla · 
Megastomatohyla · 
Plectrohyla · 
Ptychohyla · 
Rheohyla · 
Sarcohyla · 
Smilisca · 
Tlalocohyla · 
Triprion